# オリンピアハレ

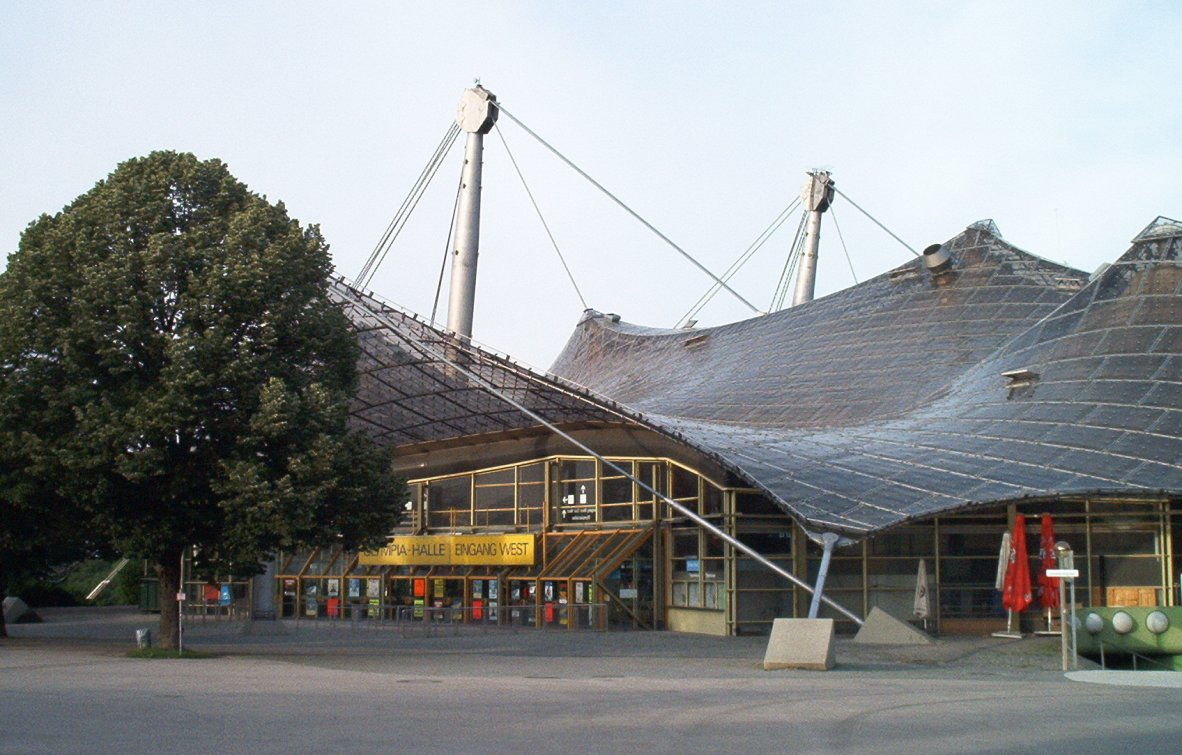
オリンピアホール

オリンピアハレ（Olympiahalle）はドイツ・ミュンヘンのオリンピア公園にある屋内競技場。

## 概要
1972年のオリンピック開催を契機に建設。五輪では体操とハンドボールの会場として使用された。
その後、1974年と1991年に世界フィギュアスケート選手権、1975年、1983年、1993年のアイスホッケー世界選手権の会場、1993年にはユーロバスケット、1989年と1999年にはユーロリーグのファイナルフォー、2001年の世界柔道選手権大会も開催され、最近では2007年のMTVヨーロッパ・ミュージック・アワードの会場にもなった。
ボクシング会場としては1976年5月24日、プロボクシング世界ヘビー級選手権試合：モハメド・アリ（アメリカ合衆国） vs リチャード・ダン (ボクサー)（イギリス）の試合が開催されている。

## 外部サイト
- 公式サイト（ドイツ語）

座標: 北緯48度10分30秒 東経11度33分00秒 / 北緯48.17500度 東経11.55000度